# 韦斯特豪森 (哥达县)
韦斯特豪森（德語：Westhausen，發音：[ˈvɛstˌhaʊzn̩]）是德国图林根州哥达县曾经的市镇，面积4.67平方千米，2017年12月31日人口为533人。2019年1月1日，韦斯特豪森与另外10个市镇合并为新市镇内瑟塔尔。